# 克萊德 (阿肯色州)
克萊德（英語：Clyde）是位於美國阿肯色州華盛頓縣的一個非建制地區。該地的面積和人口皆未知。

## 地理
克萊德的座標為35°53′29″N 94°24′24″W / 35.89139°N 94.40667°W，而該地的平均海拔高度為321米（即1053英尺）。